# フールマン円

フールマン円

フールマン円とフールマン三角形（赤色）。N, Hはそれぞれナーゲル点と垂心を表し、元の三角形の内接円の半径をrとするとき、 が成り立つ。

ユークリッド幾何学において、フールマン円（フールマンえん、英: Fuhrmann circle）は、ドイツの数学者、ヴィルヘルム・フールマンにちなんで名づけられた、ナーゲル点Nと垂心Hを直径の両端とする円である。またフールマン三角形の外接円でもある。フールマン円の中心は Encyclopedia of Triangle Centers において X355として登録されている。
任意の三角形について、その辺長をそれぞれa, b, c、内角をそれぞれA, B, C、半周長をs、外接円の半径をR、内接円の半径をrとすると、フールマン円の半径 {\displaystyle R_{F}} は
{\displaystyle {\begin{aligned}R_{F}&={\sqrt {R(R-2r)}}\\&=R{\sqrt {3-2(\cos A+\cos B+\cos C)}}\\&=R{\sqrt {1-{\frac {8(s-a)(s-b)(s-c)}{abc}}}}\\&={\sqrt {{\frac {abc\,}{2s}}\left\{{\frac {abc\,}{8(s-a)(s-b)(s-c)}}-1\right\}}}\\\end{aligned}}}
である。これはオイラーの定理により、外心と内心の距離と等しい。
また、垂心でないほうの、各頂垂線とフールマン円との交点について、同一頂垂線上に在る各頂点との距離が内接円の直径と等しくなる。 
フールマン円の中心と内心の中点は九点円の中心である。 

## 一般化
△ABCについて、その辺上にない点Pの擬調和三角形を△A'B'C' とする。また、A',B',C'をそれぞれBC,CA,ABで鏡映した点をPa,Pb,Pcとする。△PaPbPc（Pフールマン三角形）の外接円をPのヘギー円（P-Hagge circle）またはPのフールマン円（P-Fuhrmann circle）と言う。名称はカール・ヘギーに由来する。Pが内心のとき、ヘギー円はフールマン円となる。フールマン円と同様、ヘギー円は以下の性質を満たす。
- ヘギー円は垂心を通る（First Hagge theorem[12]）。
- Pの等角共役点P*とPのヘギー円の中心の中点は、九点円の中心である。
- ヘギー円の半径はP*と外心の距離に等しい。
- 垂心のヘギー円に対する対蹠点、重心、P*は共線である。

Christopher J Bradleyは対垂三角形を用いたヘギー円の一般化を発表している。
2020年、Vu Thanh Tungは次の一般化を示した。
点P,Uに対して、AU,BCの交点をA0、円PBCと直線APのPでない方の交点をA1、直線A0A1と円PBCのA1でない方の交点をA2とする。同様にB2,C2も定義したとき、P,A2,B2,C2は共円である。この円をVu Circleという。Pを垂心とすれば、ヘギー円となる。